# Tarokan (Tarokan)
Tarokan is een bestuurslaag in het regentschap Kediri van de provincie Oost-Java, Indonesië. Tarokan telt 12.189 inwoners (volkstelling 2010).